# Roos Hop
Roos Hop (17 april 2002) is een voormalig voetbalspeelster uit Nederland. Ze speelde in het seizoen 2022/23 als aanvaller voor Excelsior.

## Carrière
Roos Hop speelde in haar jeugdjaren voor VV DSE uit Etten-Leur. Hier wist ze interesse te wekken van eredivisionist Excelsior dat haar op 5 juli 2022 contractueel vastlegde. Hiermee maakte ze de overstap van de amateurs naar de Vrouwen Eredivisie.
Op 16 september 2022 maakte Hop haar debuut voor Excelsior in de Vrouwen Eredivisie in een uitwedstrijd tegen Feyenoord door in de basis te starten. Vervolgens kwam ze tot nog één basisplaats en vier invalbeurten voor Excelsior.
Op 7 september 2023 kondigde Hop aan te gaan stoppen met voetballen. Motivatieproblemen lagen aan dit besluit ten grondslag.

## Statistieken
| Seizoen | Club                | Competitie | Competitie | Competitie | Beker | Beker | Overig | Overig | Totaal | Totaal |
| Seizoen | Club                | Competitie | Wed.       | Dlp.       | Wed.  | Dlp.  | Wed.   | Dlp.   | Wed.   | Dlp.   |
| ------- | ------------------- | ---------- | ---------- | ---------- | ----- | ----- | ------ | ------ | ------ | ------ |
| 2022/23 | Excelsior Rotterdam | Eredivisie | 6          | 0          | 0     | 0     | 0      | 0      | 6      | 0      |
| Totaal  | Totaal              | Totaal     | 6          | 0          | 0     | 0     | 0      | 0      | 6      | 0      |

Bijgewerkt t/m 13 februari 2024.